# جيمس أبوت (ضابط بريطاني)
الجنرال سير جيمس أبوت (بالإنجليزية: James Abbott)‏ ـ (12 مارس 1807 ـ 6 أكتوبر 1896) هو ضابط جيش بريطاني ومدير استعماري في الهند الكولونيالية. في يناير 1853، أسس مدينة أبوت آباد الواقعة في باكستان الحالية، فأطلق رفيقه وخليفته هربرت بنجامين إدواردز اسمه على المدينة عقب وفاته.